# Gößnitz
Gößnitz – miasto w Niemczech, w kraju związkowym Turyngia, w powiecie Altenburger Land.
Miasto pełni funkcję „gminy realizującej” (niem. „erfüllende Gemeinde”) dla dwóch gmin wiejskich: Heyersdorf oraz Ponitz.

## Współpraca
Miejscowość partnerska:
- Neuenbürg, Badenia-Wirtembergia